# Либертаријанска странка (САД)
Либертаријанска странка (енгл. Libertarian Party) је политичка странка у Сједињеним Америчким Државама која промовише грађанске слободе, политику против интервенционизма, лесе фер и ограничавање улоге владе.
Идеја за оснивање странке је настала августа 1971. године на састанку у кући Дејвида Нолана у Вестминстеру (Колорадо), а званично је основана 11. децембра 1971. године у Колорадо Спрингсу. Мотиви за настанак странке били су забринутост оснивача Никсоновом администрацијом, Вијетнамским ратом и увођењем декретног новца.
Странка заговара идеје класичног либерализма, супротно модерном либерализму и прогресивизму Демократске странке и конзервативизму Републиканске странке. Гери Џонсон, страначки председнички кандидат 2012. и 2016. године, изјавио је да је Либерална странка више културално либерална од Демократске странке и више фискално конзервативна од Републиканске странке.
Тренутне позиције странке јесу политика пореских олакшица, укидања Службе за унутрашње приходе, смањење државног дуга, омогућавање људима да се искључе из система социјалног осигурања и укидање државе социјалне заштите. Либерална странка се залаже за легализацију дрога и истополних бракова, реформу кривичног правосуђа, очување права власништва над оружјем и укидање смртне казне.
Тренутно је трећа политичка странка по броју бирача у Сједињеним Америчким Државама. Конгресмен Џастин Амаш, члан Представничког дома САД, јесте члан Либертаријанске странке. Међу најпознатијим члановима Либертаријанске странке је некадашњи конгресмен Рон Пол.